# Френско-италианско споразумение
Френско-италианското споразумение е споразумение между Франция и Италия, сключено в Рим на 7 януари 1935 година.
То е част от френската политика на сближаване с Италия, целяща възпирането на все по-агресивните действия на Германия, която малко по-късно довежда до формирането на Фронта от Стреза. Със споразумението прави известни териториални отстъпки на Италия на границите между Италианска Еритрея и Френски бряг на Сомалия и между Италианска Либия и Френска Екваториална Африка и се съгласява с бъдеща италианска интервенция в Етиопия. Споразумението не е ратифицирано от италианския парламент, който смята отстъпките за недостатъчни.